# Електрогравіметрія
Еле́ктрогравіметрі́я (рос. электрогравиметрия, англ. electrogravimetry) — електроаналітичний метод кількісного аналізу, в якому досліджувана речовина (зазвичай, метал) осаджується на електроді та за різницею мас електрода після і до осаджування визначають її вміст.

## Загальний опис
Потенціал електрода відрегульовують таким чином, щоб осаджувалася лише задана речовина.Ряд сучасних інструментальних методів хімічного аналізу дозволяють
одночасно в одній і тій же пробі виконувати як якісний, так і кількісний аналіз
компонентів. Точність аналізу сучасних інструментальних методів порівнювана
з точністю класичних методів, а в деяких випадках, наприклад, в кулонометрії –
істотно вища. У порівнянні з класичними хімічними методами аналізу
(гравіметрія, титримерія) інструментальні методи аналізу мають ряд переваг:
високу чутливість, селективність, експресність, можливість автоматизації і
комп’ютеризації процесу аналізу.
До недоліків деяких інструментальних методів аналізу слід віднести
дорожнечу приладів, що використовуються, необхідність використання
еталонів. Тому класичні методи аналізу, як і раніше, не втратили свого
значення і їх застосовують там, де немає обмежень у швидкості виконання
аналізу і потрібна висока точність аналізу.Оптичні методи аналізу ґрунтуються на вимірюванні параметрів, що
характеризують взаємодію електромагнітного випромінювання з речовинами:
інтенсивність випромінювання збуджених атомів, поглинання
монохроматичного випромінювання, показника заломлення світла, кута
обертання площини поляризованого променя світла тощо. Всі ці параметри є
функцією концентрації речовини в аналізованому об’єкті.Хроматографічні методи – це методи розділення однорідних
багатокомпонентних сумішей на окремі компоненти сорбційними методами в
динамічних умовах. У цих умовах компоненти суміші розподіляються між
двома фазами – рухомою і нерухомою. Розподіл компонентів ґрунтується на
відмінності їх коефіцієнтів розподілу між рухомою і нерухомою фазами, що
призводить до різних швидкостей перенесення цих компонентів з нерухомої
фази у рухому. Після розділення суміші компоненти ідентифікують і
визначають різними методами аналізу.